# Eleição municipal de Pindamonhangaba em 2016
A eleição municipal de Pindamonhangaba em 2016 aconteceu em 2 de outubro de 2016 para eleger um prefeito, um vice-prefeito e 11 vereadores no município de Pindamonhangaba, da Região Metropolitana do Vale do Paraíba, no estado de São Paulo, no Brasil. O prefeito eleito foi Isael Domingues (Dr. Isael), do PR, com 46,6% dos votos válidos, sendo vitorioso no primeiro turno em disputa com quatro adversários: Vito Ardito (PSDB), com 41,03%; Myriam Alckmin (PPS), com 6,22%; Luis Rosas (PRP), com 4,94%; e Wilton Moreno “carteiro” (PSOL), com 1,22%. O vice-prefeito eleito, na chapa de Dr. Isael, foi Ricardo A. P. Piorino (PROS) na coligação "Força e Trabalho Para Avançar". 
O pleito em Pindamonhangaba foi parte das eleições municipais nas unidades federativas do Brasil. Pindamonhangaba foi um dos 295 municípios vencidos pelo PR no Brasil.
A disputa para as 11 vagas na Câmara Municipal de Pindamonhangaba envolveu a participação de 162 candidatos. O candidato mais bem votado foi Rafael Goffi (PSDB), que obteve 3.152 votos (4,37% dos votos válidos).

## Antecedentes
Na eleição municipal de 2012, Vito Ardito Lerário(PSDB), venceu o candidato Paulo Sergio Torino (PMDB) no primeiro turno e se tornou prefeito de Pindamonhangaba pela 4ª vez. O candidato do PSDB foi eleito com 51,31% dos votos, enquanto Paulo Sergio obteve 12,31% dos votos válidos.  O vice-prefeito eleito na chapa de Vito foi Isael Domingues, então do PV. Logo após o início do mandato, Isael rompe sua aliança com o prefeito por divergências nas decisões na área da saúde, porém não renuncia ao cargo, seguindo como vice-prefeito durante sua candidatura e campanha às Eleições Municipais de 2016 com o PR. Para o cargo de vice-prefeito de sua chapa em campanha, Domingues com outro nome conhecido na administração de Pindamonhangaba, Ricardo Piorini, então Presidente da Câmara de Vereadores.

## Eleitorado
Nas eleições de 2016, estiveram aptos a votar 110.237 eleitores  e Pindamonhangaba, o que correspondia a 67,91% da população da cidade. População total de 162.237 habitantes, sendo, segundo CENSO 2010, 141.708 urbana, 5.287 rural, divididos entre 74.707 mulheres e 72.288 homens. 

## Candidatos
Foram cinco candidatos à prefeitura de 2016: Dr. Isael Domingues, do PR, Vito Ardito, do PSDB, Myriam Alckmin, do PPS, Luis Rosas, do PRP, e Wilton Moreno “Carteiro”, do PSOL. 
|  | Candidato(a)           | Vice                       | Partido | Coligação                                                                                         |
|  | ---------------------- | -------------------------- | ------- | ------------------------------------------------------------------------------------------------- |
|  | Dr. Isael Domingues    | Ricardo Piorino            | PR      | "Força e Trabalho Para Avançar" (PR/PRB/PROS/PC do B)                                             |
|  | Vito Ardito Lerário    | Dr. Marco Aurélio          | PSDB    | "“Progresso Continua”" (PSDB/PV/PTB/PP/PDT/PMDB/PSL/PTN/PSC/DEM/PSDC/PRTB/PMN/PTC/PEN/PT do B/SD) |
|  | Myriam Alckmin         | Renato Nomoto              | PPS     | "Vem com a Gente" (PPS/PSB/PHS/PMB)                                                               |
|  | Luis Rosas             | Julielton Modesto          | PRP     | "É a Vez do Povo" (PRP/PSD/PT)                                                                    |
|  | Wilton Moreno Carteiro | Leonardo Corredor Carteiro | PSOL    | Partido Isolado (PSOL)                                                                            |

## Campanha
Durante a campanha, o então vice-prefeito Isael Domingues foi alvo das críticas de seus adversários, que não acreditavam em seus argumentos quanto ao "rompimento" com a administração de Vito Ardito, questionando a moral e ética do candidato por seguir no cargo de vice-prefeito. Dentre as propostas de campanha do candidato eleito estiveram, na área de habitação, a construção de 2.500 casas para diminuir o déficit habitacional urbano, e na área de saúde, a implantação de três Unidades de Pronto Atendimento (UPAs). Também durante a campanha eleitoral, o candidato ao cargo de vice-prefeito da chapa de Wilton Moreno, Flávio Hernandez (PSOL), que renunciou à campanha por discordar de práticas eleitorais que condenava em outros partidos, dando lugar ao candidato Leonardo Corredor "Carteiro". Foram realizados dois debates ao longo da campanha. O primeiro transmitido pela rede Band Vale, em 16 de setembro, contando com a participação de todos os candidatos, e outro em 26 de setembro, realizado pela TV Vanguarda, afiliada da Rede Globo. Este último debate não contou com a participação do candidato Wilton Moreno por ter representação inferior a nove deputados federais no Congresso, conforme determina a lei.

## Resultados

### Prefeito
No dia 2 de outubro, Dr. Isael Domingues foi eleito com 46,60% dos votos válidos.
| Candidato(a)                    | Vice                              | 1º Turno 2 de outubro de 2016 | 1º Turno 2 de outubro de 2016 |
| Candidato(a)                    | Vice                              | Votação                       | Votação                       |
|                                 |                                   | Total                         | Porcentagem                   |
| ------------------------------- | --------------------------------- | ----------------------------- | ----------------------------- |
| Dr. Isael Domingues (PR)        | Ricardo Piorino (PROS)            | 34.589                        | 46,60%                        |
| Vito Ardito Lerário (PSDB)      | Dr. Marco Aurélio (PV)            | 30.455                        | 41,03%                        |
| Myriam Alckmin (PPS)            | Renato Nomoto (PPS)               | 4.619                         | 6,22%                         |
| Luis Rosas (PRP)                | Julielton Modesto (PRP)           | 3,664                         | 4,94%                         |
| Wilton Moreno “Carteiro” (PSOL) | Leonardo Corredor Carteiro (PSOL) | 904                           | 1,22%                         |
| Total de votos válidos          | Total de votos válidos            | 74.231                        | 86,3%                         |
| Votos em branco                 | Votos em branco                   | 4.324                         | 5%                            |
| Votos nulos                     | Votos nulos                       | 7.550                         | 8,7%                          |
| Total                           | Total                             | 83.105                        | 100%                          |
| Abstenções                      | Abstenções                        | 36.006                        | 13,7%                         |
| Votos apurados                  | Votos apurados                    | 203.976                       | 100%                          |
| Total de eleitores              | Total de eleitores                | 110.237                       | 100%                          |

### Vereador
Dos 11 vereadores eleitos, seis já ocupavam cadeira na Câmara Municipal de Pindamonhangaba, resultando em cinco novos vereadores.
| Rafael Goffi         | PSDB | 3.152 | 4,37% |
| Magrão               | PR   | 2.852 | 3,95% |
| Professor Oswaldo    | PR   | 2.744 | 3,80% |
| Jorge da Farmácia    | PR   | 2.377 | 3,29% |
| Renato Cebola        | PV   | 2.182 | 3,02% |
| Toninho da Farmácia  | PSDB | 1.942 | 2,69% |
| Roderley Miotto      | PSDB | 1.863 | 2,58% |
| Ronaldo Pipas        | PR   | 1.699 | 2,35% |
| Felipe Cesar Ou Fc   | PV   | 1.543 | 2,14% |
| Janio Lerario        | PSDB | 1.523 | 2,11% |
| Cal                  | PTB  | 1.493 | 2,07% |
| Professor Everton    | PR   | 1.345 | 1,86% |
| Ricardo Xavier       | PSDB | 1.219 | 1,69% |
| Tião do Leite        | PR   | 1.133 | 1,57% |
| Fernando Frangão     | PSDB | 1.055 | 1,46% |
| Gislene Cardoso “Gi” | DEM  | 1.009 | 1,40% |